# Saab Sport
Der Saab Sport ist der Nachfolger des Saab GT750. Vorgestellt wurde er im Februar 1962 auf Stockholms Bilsalong. Er unterschied sich hauptsächlich durch den auf 841 cm³ vergrößerten Motor von seinem Vorgänger.
Der neue Motor leistete 52 PS (38 kW) nach DIN und verhalf dem Saab Sport zu einer Höchstgeschwindigkeit von 150 km/h. Mit diesem Modell führte Saab eine Getrenntschmierung ein. Dafür war im Motorraum ein drei Liter fassender, beheizter, Öltank installiert. Serienmäßig war ein Viergang-Getriebe mit Freilauf und Lenkradschaltung.
Das Fahrwerk mit Doppelquerlenker-Vorderachse vorn und Starrachse hinten erhielt Festsattel-Scheibenbremsen vorn und geänderte Radnaben. Die Räder waren mit vier Bolzen befestigt statt mit fünf wie bei der normalen 96er-Serie.
Das Modelljahr 1965 brachte die Umstellung auf einen Dreifachvergaser, statt drei Einzelvergasern, wodurch die Motorleistung auf 55 PS (40 kW) stieg.
1966 wurde er in Monte Carlo 850 umbenannt. 1967 erfolgte die Umstellung auf den V4-Viertaktmotor von Ford. Der 1,5-Liter-Motor leistete 65 PS (48 kW). Bis 1968 wurde der Wagen mit dieser Motorisierung gefertigt.
Der Saab Sport war für den ernsthaften Sporteinsatz ausgestattet, weshalb er mit einem Listenpreis von 13.500 Schwedischen Kronen (1962) relativ teuer war.
Die Fahrgestellnummern der Saab Sport unterscheiden sich nicht von denen der normalen Serie. Dadurch ist es heute schwer, einen echten Saab Sport von einem nachträglich umgebauten Saab 96 zu unterscheiden. Viele als Saab Sport angebotene Fahrzeuge gelten als nachträglich umgebaut.